# John Leguizamo
John Alberto Leguizamo Peláez (Bogotá, 22 de julio de 1960), conocido como John Leguizamo, es un actor, comediante y productor de cine colombiano nacionalizado estadounidense. Ha aparecido en más de 100 películas,  producido más de 20 películas y documentales, realizado más de 30 apariciones en televisión y ha producido varios proyectos de televisión. También ha escrito y actuado para el escenario de Broadway recibiendo tres nominaciones a los Premios Tony por Freak en 1998, Sexaholix en 2002 y Latin History for Morons en 2018. Recibió un premio Tony especial en 2018.
Saltó a la fama con un papel coprotagonista en Super Mario Bros. (1993) como Luigi, Benny Blanco en el drama criminal Carlito's Way (1993) y más tarde To Wong Foo, Thanks for Everything! Julie Newmar (1995), por la que recibió una nominación al Globo de Oro a Mejor Actor de Reparto. Otras películas incluyen Romeo + Juliet (1996), Summer of Sam (1999), Moulin Rouge! (2001), Empire (2002), Love in the Time of Cholera (2007), Righteous Kill (2008), John Wick (2014) y John Wick 2 (2017), The Menu (2022) y Violent Night (2022) . Se desempeñó como narrador de la comedia de situación The Brothers García (2000–2004) y prestó su voz a Sid el perezoso en la franquicia Ice Age (2002–2016), y como Bruno en Encanto (2021).
Leguizamo también es conocido por sus papeles televisivos, incluido Freak (1998), por el que recibió el premio Primetime Emmy a la interpretación individual destacada en un programa musical o de variedades. Recibió más nominaciones al Premio Primetime Emmy por la miniserie de Paramount Waco (2018) y la serie limitada de Netflix When They See Us (2019). También apareció en la serie ER, The Kill Point, Bloodline y The Mandalorian. En 2023, se anunció que presentaría la serie de MSNBC Leguizamo Does America, que se estrenaría el domingo 16 de abril.

## Primeros años
Leguizamo nació en Bogotá, Colombia, el 22 de julio de 1960, el hijo de Luz Marina Peláez y Alberto Rudolfo Leguízamo. Según Leguizamo, su abuelo paterno es de ascendencia puertorriqueña e italiana, de parte de su abuela materna tiene ascendencia portuguesa y su abuelo materno, de ascendencia libanesa. Se ha definido como amerindio y mestizo. Su padre fue en algún momento aspirante a director de cine y estudió en Cinecittà, pero finalmente abandonó la carrera debido a la falta de dinero. Cuando Leguizamo tenía cuatro años de edad, su familia emigró a Estados Unidos y vivió en varios vecindarios de Queens en la ciudad de Nueva York, como Jackson Heights. Leguizamo asistió a la Joseph Pulitzer Middle School y luego a la Murry Bergtraum High School. Como estudiante en la Murry Bergtraum, Leguizamo escribió material cómico y lo probó con sus compañeros de clase. Fue votado como el "más hablador" por sus compañeros. Después de graduarse en la secundaria, Leguizamo entró a la Long Island University C.W. Post Campus, donde tomó clases de teatro.

## Primeros papeles
Leguizamo comenzó como comediante en vivo en el circuito de clubes de Nueva York. En 1984, debutó en la televisión con un pequeño papel en la serie Miami Vice. Otros de sus papeles son: como extra en el videoclip de "Borderline" de Madonna, donde interpreta a un amigo del novio de la cantante; y películas como Mixed Blood (1985), Casualties of War (1989), Die Hard 2 (1990), Hangin' with the Homeboys (1991), Regarding Henry (1991) y Night Owl (filmada entre 1989-1991 y estrenada en 1993).
En 1995, Leguizamo actuaría junto a David Herman y Luis Guzmán en el programa de televisión House of Buggin's, una comedia de temática latina, pero la cadena FOX decidió cancelar el programa.

## Cine
En 1992, protagonizó Whispers in the Dark como John Castillo. En 1993, apareció interpretando a Luigi en la película Super Mario Bros. La película fue considerada un fracaso, pero se transformó en uno de sus papeles más memorables y comenzó su carrera en Hollywood. El papel le dio impulso a su carrera, permitiéndole conseguir otros papeles cómicos, lo que además le permitió alcanzar el nivel de película de culto entre sus seguidores. El mismo año, tuvo un papel importante en Carlito's Way de Brian De Palma, interpretando al némesis de Carlito Brigante (Al Pacino): el gánster "Benny Blanco del Bronx", papel que le sirvió para enriquecer su carrera como actor dramático.
Leguizamo interpretó también a Tybalt Capulet en Romeo + Juliet (1996), a Violator en Spawn (1997), a Pestario "Pest" Vargas en The Pest (1997) y a Cholo en Land of the Dead (2005). Tuvo papeles como protagonista en To Wong Foo, Thanks for Everything! Julie Newmar (1995), interpretando a una Drag Queen; en Summer of Sam (1999) de Spike Lee, interpretando a Vinny; y en Empire, interpretando a Victor Rosa.
En 2001 tuvo un papel destacado en la exitosa película musical Moulin Rouge!, protagonizada por Nicole Kidman y Ewan McGregor. En el 2014 y en el 2016 interpreta a Aurelio en la saga de películas protagonizadas por Keanu Reeves, John Wick.
Posteriormente dio voz a Sid el perezoso en la franquicia Ice Age. En 2021 dio voz a Bruno Madrigal de la película Encanto.

## Vida privada
Leguizamo se casó con Justine Maurer el 28 de junio de 2003 en una ceremonia católica-judía. Tienen dos hijos, Allegra Leguizamo (n. 23 de octubre de 1999) y Lucas Leguizamo (n. 5 de diciembre de 2000), y viven en la ciudad de Nueva York. 
En una entrevista para la revista Playboy, Leguizamo comentó que, a pesar de que su esposa es judía, él estaba decidido a no adherirse a la tradición judía de circuncidar a los varones cuando nacen, en el caso de que tuviesen hijos. Declaró: "Hablamos acerca de eso y yo dije que de ninguna manera iban a ser circuncidados, y ella se lo tomó totalmente bien. Es algo hermoso".
Aunque en muchas biografías oficiales y no oficiales se afirma que Alberto Leguízamo, padre del actor John Leguizamo, es puertorriqueño, este reveló al Diario de Nueva York que no nació en Puerto Rico sino en Colombia. "Yo pensé que John había terminado con eso (aclarar que no era puertorriqueño). Hace dos años hablé con él y me dijo que lo iba a hacer", agregó Alberto Leguizamo.
Al ser nombrado embajador del cine colombiano, título honorario que le dio el presidente Juan Manuel Santos, reafirmó su interés en llevar su colombianidad al mundo.

## Activismo
En 2004, Leguizamo fue uno de los defensores famosos de Voto Latino, cofundado por Rosario Dawson. En 2012, cofundó NGL (Next-Generation Latinx) Collective para crear contenido destinado a audiencias latinas. Respaldado por GoDigital Media Group, en 2022 NGL se fusionó con mitú "para crear la mayor potencia latina de primera generación digital en los Estados Unidos". Leguizamo también ha sido reconocido como preservacionista por la Greenwich Village Society for Historic Preservation.
En 2016, Leguizamo escribió un incisivo artículo de opinión en The New York Times, denunciando la "retórica racista" de Donald Trump y exhortando a los latinos a votar. Hasta 2022, él forma parte del Consejo de Directores del National Museum of the American Latino. En 2022, se pronunció en contra del blanqueamiento en la selección de actores para películas de Hollywood.
Leguizamo también ha sido un activista directamente a través de su trabajo artístico. En 2017, estrenó Latin History for Morons en The Public, y más tarde llegó a Broadway. Netflix lo filmó en 2018, abogando que "enseñar historia latina es el primer paso para vencer el prejuicio". En 2020, se estrenó el debut como director de Leguizamo, Critical Thinking. Él protagonizó el drama biográfico ambientado en 1998 sobre un maestro de la ciudad y estudiantes que compiten en el Campeonato Nacional de Ajedrez de EE. UU. Él dijo que quería "crear un mensaje universal de esperanza y difundir este mensaje por el mundo". En 2022, se presentó Ghetto Klown "en la instalación correccional de Rikers Island para una audiencia de hombres jóvenes involucrados en el sistema de justicia".
En una entrevista de 2023 con TMZ, Leguizamo criticó The Super Mario Bros. Movie por tener a los actores Chris Pratt y Charlie Day dando voz a los personajes ítalo-americanos Mario y Luigi, diciendo: "No, no la veré. Podrían haber incluido a un personaje latino, como yo fui innovador y luego dejaron de serlo. Arruinaron la inclusión. La desinclusión. ¡Simplemente elijan a algunas personas latinas! Somos el 20% de la población. El grupo étnico más grande y estamos subrepresentados".
Leguizamo es un defensor de los derechos de la comunidad LGBTQ+. En 2023, él, junto con otras figuras, apareció en un video producido por Teen Vogue y la revista en línea Them llamado Dear Trans Youth afirmando su apoyo a la juventud transgénero.